# مدرسه جده کوچک
مدرسه جده کوچک مربوط به سدهٔ ۱۱ ه‍.ق است و در اصفهان، میدان نقش جهان، بازار قهوه کاشیها، کوچه ساروتقی واقع شده و این اثر در تاریخ ۲۱ آبان ۱۳۱۷ با شمارهٔ ثبت ۳۱۴ به‌عنوان یکی از آثار ملی ایران به ثبت رسیده‌است.
مدرسه دیگری به نام مدرسه جده بزرگ نیز وجود دارد.

## پیشینه
مدرسه جَدِّه کوچک، از مدارس دورهٔ صفوی در اصفهان که در زمان شاه عباس دوم (۱۰۵۲–۱۰۷۷ق/۱۶۴۲–۱۶۶۶م) به دستور جدهٔ بزرگ شاه، «دلارام خانم» در بازار قهوهٔ کاشی‌ها، از انشعابات بازار بزرگ اصفهان بنا شد. تاریخ برپایی آن در کتیبهٔ سر در مدرسه، به خط محمدرضا امامی ۱۰۵۶ق ذکر شده، و کتیبهٔ سنگی وقف نامهٔ مدرسه تاریخ رجب ۱۰۵۷ را نشان می‌دهد.

## معماری
مدرسهٔ جدهٔ کوچک در زمینی مستطیل شکل به ابعاد ۲۴×۴۲ متر در دو طبقه و به صورت دو حیاطی بنا شده‌است. عناصری چون ایوان، حجره‌هایی در دو طبقه، پیش طاق، پلکان، وضوخانه و نمازخانه از اجزاء ساختمانی بنا است که پیرامون دو حیاط احداث شده‌اند. نقشهٔ بنا به شیوهٔ دو ایوانی در دو جبههٔ شمالی و جنوبی، و حجره‌هایی در جبههٔ شرقی و غربی که پیرامون حیاط اصلی و حیاط دوم با یک فضای مستقل ـ نمازخانه ـ برپا شده‌است. ورودی بنا در جانب جنوبی ساختمان، عمود بر محور معبر (بازار) است.
این مدرسه دارای دو حیاط است، یک حیاط اصلی و یک حیاط فرعی. فضاها و اجزاء ساختمان مدرسه پیرامون حیاط اصلی، و به شکل مستطیل به‌اندازهٔ ۱۳×۱۹ متر ترتیب یافته‌اند. کف حیاط ۵۰ سانتی‌متر از کف ایوان جنوبی و در مجموع ۱۶۰ سانتی‌متر از کف معبر (بازار) پایین‌تر است. این حیاط که همهٔ عناصر و اجزاء بنا به نحوی به آن منتهی می‌شود، با تقسیم مسیرها، ارتباط بین فضاهای اصلی بنا را میسر می‌سازد. چهار باغچه در چهار بخش حیاط و یک حوض سنگی در میان، طراوت و زیبایی فضای داخلی مدرسه را فراهم کرده‌است. دسترسی به حیات فرعی از طریق ایوان شمالی است و به‌اندازهٔ ۱۰×۱۱/۵ متر در منتهاالیه جبههٔ شمالی مدرسه قرار دارد. ایوانِ واقع در جبههٔ شرقی این حیاط به فضای نمازخانهٔ (مسجد) مدرسه راه می‌یابد. معمار بنا برای حفظ تقارن در ضلع مقابل این ایوان در جبههٔ غربی با ایجاد یک پس نشست ۱/۵ متری در دیوار سعی در القای شکل ایوان کرده‌است. در جبههٔ شمالی این ایوان دو طاق نمای کور مجاور هم، قرینهٔ جبههٔ جنوبی قرار دارد.
این مدرسه با نقشهٔ دو ایوانی ساخته شده‌است، از این رو با مدارس دیگر این دوره در اصفهان که همه چهار ایوانی‌اند، تفاوت دارد. کف این ایوان ۶۰ سانتی‌متر بالاتر از حیاط اصلی است و با ۴ پلکان به آن راه می‌یابد. پشت ایوان باز و متصل به حیاط دوم مدرسه است. در اینجا شکل ایوان فقط جنبهٔ کالبدی دارد. کف این ایوان ۳۵ سانتی‌متر بالاتر از حیاط اصلی است و با دو پلکان سنگی به حیاط هدایت می‌شود. در بخش داخلی ایوان بر بدنهٔ دیوارهای طرفین دو ایوانچه وجود دارد که هر یک به فضای یک حجره راه می‌یابند. درگاه مدرسه در بدنهٔ مقابل دهانهٔ ایوان قرار گرفته‌است. در واقع ایوان بدون هیچ گونه عامل ثانوی مانند دالان یا هشتی، به‌طور مستقیم از طریق یک درگاه به فضای پیش طاق ورودی متصل می‌شود؛ بنابراین با توجه به پیوند آن به مجموعهٔ ورودی کاربری عبوری-ارتباطی دارد.
این مدرسه مجموعاً دارای ۳۸ حجره است، ۱۶ حجره در بخش هم کف و ۲۲ حجره در طبقهٔ اول قرار دارند. هر حجره مرکب از یک ایوانچه، درگاه و اتاق اصلی است؛ فضای داخلی حجره‌ها را با چند طاقچه تجهیز کرده‌اند، اما جایی برای بخاری و همچنین پستو پیش‌بینی نشده‌است. اندازهٔ حجره‌ها متفاوت، اما بیشتر آن‌ها به‌طور میانگین به‌اندازهٔ ۲/۵×۳ متر هستند. مجموعهٔ ورودی در ضلع جنوبی و عمود بر محور معبر (بازار) که جهت آن شرقی ـ غربی است، قرار دارد. این مجموعه شامل پیش طاق، پلکان، درگاه و ایوان است. افزون بر تفاوت جنس مصالح به کار گرفته در بخش پیش طاق با سطوح مجاور (بازار) و حریم، مجموعهٔ ورودی با اختلاف سطحی برابر ۹۰ سانتی‌متر پایین‌تر از سطح کف معبر، و به‌طور کامل از سطوح مجاور تفکیک شده‌است؛ به همین منظور ۴ پلهٔ سنگی فضای پیش طاق را به بازار مرتبط می‌کند. دوسوی درگاه پیش طاق دو سکوی سنگی قرار دارد. درگاه بنا به‌طور مستقیم به ایوان جنوبی باز می‌شود.
تنها تزیین این ایوان‌ها تلفیق بسیار ساده‌ای از آجر و کاشی در پشت بغل‌ها ست. این تزیین که با استفاده از آجر و کاشی‌های فیروزه‌ای و سیاه اجرا شده‌است، چند طرح سادهٔ هندسی مانند لوزی و ذوزنقه را نشان می‌دهد. در گوشهٔ فوقانی پشت بغل‌ها نام «علی» به شیوهٔ کوفی بنایی با کاشی ساده دیده می‌شود. بر میانهٔ اسپر یکی از طاق نماهای جبههٔ شمالی کتیبهٔ بنیاد مدرسه بر لوحی از سنگ مرمر به خط ثلث در ۸ سطر نوشته شده‌است که عبارت پایانی آن به خط نستعلیق است. این کتیبه حاوی نام بانی، مباشر بنا «ولی آقا» و تاریخ ماه رجب ۱۰۵۷ است.
مدرسه از ۳ طرف به بافت شهری پیوسته‌است و فقط در بخش پیش طاق ورودی در مجاورت معبر دارای نما و تزیین است. نمای پیش طاق عبارت از یک قاب مستطیل شکل که دهانه‌ای با طاق جناغی را دربر گرفته‌است. بخش داخلی آن با کتیبهٔ بنیاد بنا که در وسط بدنهٔ آن نصب شده، به دو قسمت پایین و بالا تقسیم شده‌است. کتیبهٔ کاشی سردر به خط ثلث سفید بر زمینهٔ لاجوردی، شامل دستور ساختن بنای مدرسه، وقف آن بر طالبان علم شیعهٔ اثنا عشری، و راقم محمدرضا امامی و تاریخ ۱۰۵۶ق است.

## نمازخانه
در جبههٔ شرقی حیاط فرعی بزرگ‌ترین فضای سرپوشیدهٔ مدرسه به‌اندازهٔ ۵×۱۱ متر قرار گرفته‌است. در جبههٔ شرقی آن یک طاق نمای بزرگ و دو طاق نمای کوچک، و در ضلع جنوبی یک محراب قرار دارد. با توجه به اینکه ایوان‌های مدرسه فاقد جنبهٔ کارکردی‌اند و فقط جنبهٔ نمایی و بصری دارند، از فضای نمازخانه به عنوان مَدرس و محل تشکیل حلقه‌های درس هم استفاده می‌شده‌است. دالان طویل و باریکی که در غرب ایوان شمالی قرار دارد، به وضوخانه و آبریزگاه مدرسه ختم می‌شود.
بنای مدرسهٔ جدهٔ کوچک در ۲۱/۸/۱۳۱۷ش به شمارهٔ ۳۱۴ در فهرست آثار ملی به ثبت رسیده‌است.